# Минозеро
Минозеро — пресноводное озеро на территории Костомукшского городского округа Республики Карелии.

## Общие сведения
Площадь озера — 8,4 км², площадь водосборного бассейна — 41,2 км². Располагается на высоте 198,4 метров над уровнем моря.
Форма озера лопастная. Берега изрезанные, каменисто-песчаные, преимущественно возвышенные.
Из озера вытекает водоток без названия, впадающий в озеро Каменное, из которого берёт начало река Каменная. Последняя впадает в озеро Нюк, из которого берёт начало река Растас, впадающая в реку Чирко-Кемь.
По центру озера расположен относительно крупный (по масштабам водоёма) остров без названия.
Код объекта в государственном водном реестре — 02020000911102000005452.